# Alette Scavenius
Alette Karine Brønnum Scavenius (født 24. marts 1952) er dansk teaterhistoriker, mag.art. i teatervidenskab. Medstifter og kunstnerisk leder af Dansk Teater 300 År.
Hun er datter af godsejer, kammerherre, hofjægermester, oberstløjtnant Carl Christian Brønnum Scavenius og kammerherreinde Birte Elsebe Sehestedt Juul født Rist.
Alette Scavenius blev mag.art. i 1984 med speciale i kinesisk teater. Hun har arbejdet på en lang række danske teatre, Folketeatret, Nørrebros Teater og fra 1980-1993 på Det Kongelige Teater som programredaktør. 2012-17 var hun forskningsbibliotekar og leder af Dramatisk Bibliotek ved Det Kongelige Bibliotek. I 2007 udgav hun som hovedredaktør og initiativtager Gyldendals Teaterleksikon.
Hun har undervist på Teatervidenskabeligt Institut og Asiatisk Institut ved Københavns Universitet som ekstern lektor, og har siden 2005 fungeret som censor. Hun er medlem af censorformandskabet for Københavns og Århus Universiteter.
Hun er bestyrelsesforkvinde for Selskabet for Dansk Teaterhistorie, og medlem af det kunstneriske råd i ITTA, International Theatre Town Alliance i Shengzhou Yue Opera Town, Zhejiang Province, Kina. Tidligere bestyrelsesforkvinde for Teaterforeningen SIGNA, Teaterforeningen Cecilie Ullerup Schmidt, Operaselskabet Nordic Opera (tidl. ØresundsOperan), Asterions Hus, Danseteatret BalCon og Liselund Laboratorium. 2012-2017 var hun hovedbestyrelsesmedlem af SIBMAS - Société Internationale des Bibliothèques et des Musées des Arts du Spectacle - International Association of Libraries and Museums of the Performing Arts, og 2011-14 medlem af juryen i Årets Reumert.  
Hun er gift med tegneren Per Marquard Otzen og søster til kunsthistorikeren Bente Scavenius.

## Udmærkelser
- Modtager af Teaterjournalisternes Initiativpris 2007